# David Ho

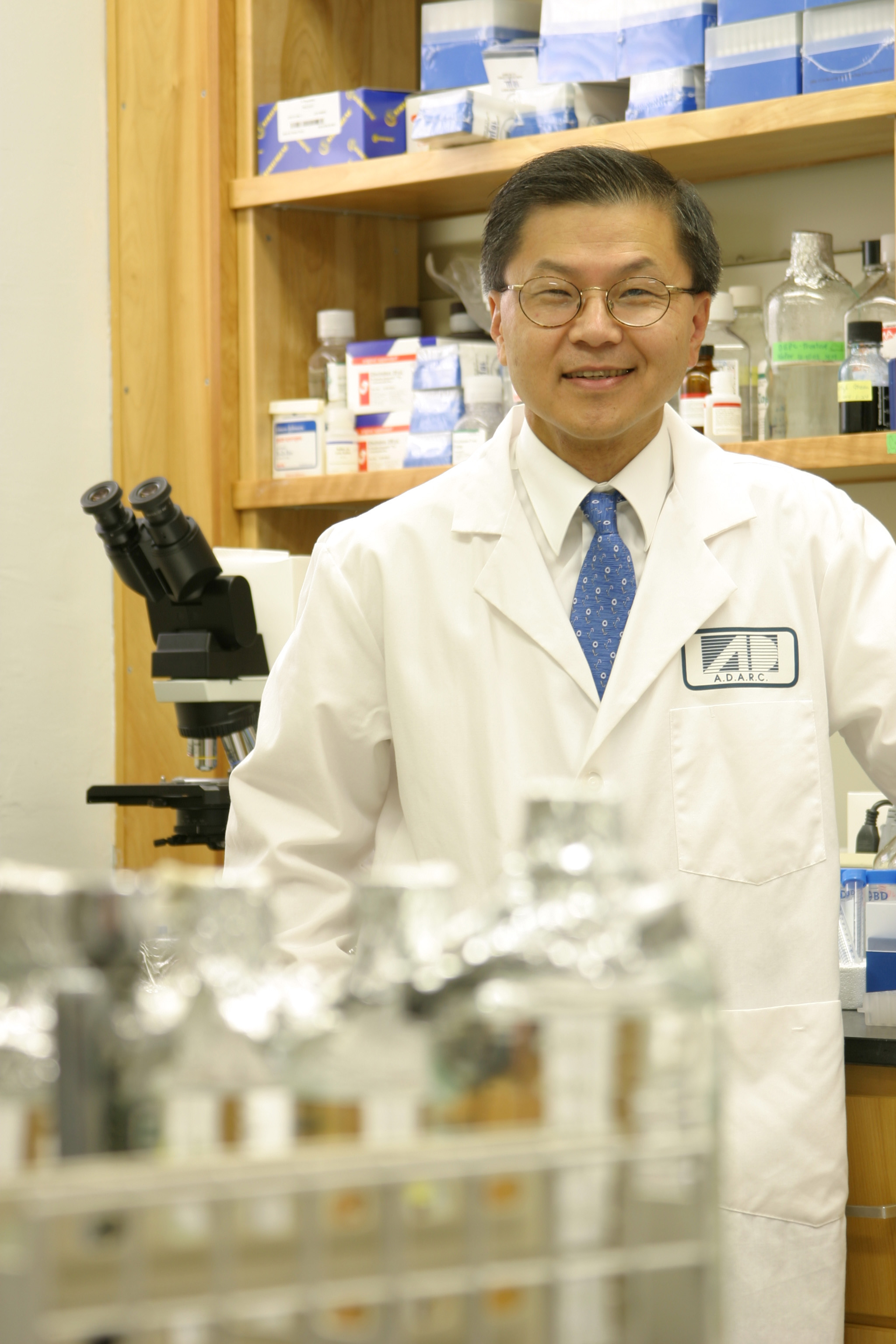
David Ho, 2005

David Da-i Ho (何大一, pinyin: Hé Dàyī) (* 3. November 1952 in Taichung) ist ein US-amerikanischer AIDS-Forscher taiwanischer Abstammung. Er ist bekannt für seine Verwendung von Proteaseinhibitoren zur Bekämpfung von HIV.

## Leben
Ho wurde 1952 in Taichung (Taiwan) geboren. Im Alter von 12 Jahren zog er mit seiner Mutter Sonia zu seinem Vater Paul Ho, einem Soldaten und Ingenieur, nach Los Angeles in die Vereinigten Staaten. 1974 erwarb er mit sehr guten Leistungen den Titel eines Bachelor of Science am California Institute of Technology und promovierte vier Jahre später an der Harvard-MIT Division of Health Sciences and Technology. Er arbeitete im Bereich Innere Medizin und Infektionskrankheiten an der UCLA (1978–1982) und im Massachusetts General Hospital (1982–1985). Während eines Praktikums am Cedars Sinai Medical Center in Los Angeles im Jahr 1981 kam er mit den ersten Berichten über AIDS in Kontakt. Seit dieser Zeit arbeitet er in der AIDS-Forschung. Er war einer der ersten Wissenschaftler, die erkannten, dass AIDS durch ein Virus verursacht wird.
Neben einer großen Zahl von Veröffentlichungen zu diesem Thema ist er möglicherweise am bekanntesten für seine Erklärung der dynamischen Replikation der HI-Viren in infizierten Personen. Dieses Verständnis brachte Ho und sein Team so weit, um antiretrovirale Therapien mit der Verwendung von Proteaseinhibitoren zu kombinieren, was zu einer dramatischen Reduktion der AIDS-bedingten Sterbefälle in Entwicklungsländern führte.
Er entwickelte auch die Methode, bei der man versucht, HIV mit „Cocktails“ abzutöten. Er stellte die Theorie auf, dass der Mix aus Proteaseinhibitoren mit anderen HIV-Medikamenten einen besseren Weg darstelle.
1996 wurde er vom Time-Magazin zur Person of the Year gewählt. Außerdem wurde er als Mitglied der American Academy of Arts and Sciences (1997), der Academia Sinica und des Institute of Medicine der National Academy of Sciences, auserwählt. 2001 wurde er mit der Presidential Citizens Medal geehrt, der zweithöchsten zivilen Auszeichnung der USA. 2013 erhielt er den Prinz-Mahidol-Preis.
Zurzeit ist er Professor und wissenschaftlicher Direktor am Aaron Diamond AIDS Research Center der Rockefeller University in New York und arbeitet mit seinem Team an einem Impfstoff gegen AIDS.

## Einzelbelege
1. ↑  D. D. Ho, A. U. Neumann u. a.: Rapid turnover of plasma virions and CD4 lymphocytes in HIV-1 infection. In: Nature. Band 373, Nummer 6510, Januar 1995, S. 123–126, doi:10.1038/373123a0, PMID 7816094.
2. ↑  D. D. Ho: Time to hit HIV, early and hard. In: The New England Journal of Medicine. Band 333, Nummer 7, August 1995, S. 450–451, doi:10.1056/NEJM199508173330710, PMID 7616996.